# Adrian Edmondson
Adrian Charles "Ade" Edmondson (Bradford, Yorkshire, 24 de gener de 1957) és un músic, escriptor, còmic i actor britànic conegut, sobretot, per interpretar el paper de Vyvyan a la sèrie televisiva Els joves.

## Sinopsis biografica
Adrian Edmondson actor, còmic, director i escriptor britànic que va adquirir fama en el paper de Vyvyan a Els joves a principis de la dècada dels 80. Amb el seu company còmic Rik Mayall, va ser un dels molts actors del circuit còmic alternatiu al començament dels vuitanta que van aflorar a Londres.
El seu treball inclou diversos shows televisius (Filthy, Rich and Catflap, Snakes and Ladders, Bottom i If You See God, Tell Him), la sèrie d'èxit The Comic Strip Presents, així com aparicions a Absolutely Fabulous, l'Escurçó negre i, més recentment, Jonathan Creek.
Edmonson és el segon de quatre fills. De nen va viure amb la seva família en diferents llocs, incloent Xipre, Bahrain o Uganda.
Va assistir a l'escola pública de Pocklington, Yorkshire, i més tard a la Universitat de Manchester per a estudiar art dramàtic. Allí va conèixer a Rik Mayall, el seu company còmic. El seu número The Dangerous Brothers va ser un èxit en The Comic Strip.
Està casat amb la còmica Jennifer Saunders i tenen tres fills. El sobrenom universitari d'Edmonson, Eddie Monsoon, un joc amb el seu cognom, va inspirar el nom del personatge de Saunders Edina Monsoon a Absolutely Fabulous. La productora de la parella es diu Mr and Mrs. Monsoon Limited.

## Primers anys
El segon de quatre fills, del matrimoni Dorothy Eileen Sturgeon (nascuda el 1930) i Fred Edmondson (1929–2014). Quan era nen, Edmondson va viure amb la seva família en diversos llocs com Xipre, Bahrain i Uganda, on el seu pare era professor a les forces armades. A mitjans de la dècada de 1980, el seu pare es va convertir en el director adjunt de l'antiga Drummond Middle School a Manningham, Bradford. Edmondson va assistir a Pocklington School, East Riding of Yorkshire des de 1968 fins a 1975. En una entrevista amb el Times Educational Supplement, va declarar que no li agradava la seva educació a Pocklington.
| « | <Pocklington Grammar, en aquella època una escola pública força antiga, només per a nois, a mig camí entre York i Hull. O York i l'infern, com ho pensava de vegades. Què no em va agradar? Les coses habituals. Hi havia les infinites regles que es distribuïen en un llibret cada any per a cada alumne; tot això, els meus companys i jo vam fer un repte personal de trencar.> | » |

Edmondson va calcular que durant la seva estada a Pocklington, va rebre un total de 66 cops de bastó, així com sabatilles freqüents. Quan ja estava en sisena forma, amb els seus pares treballant a l'estranger, Edmondson va començar a gaudir, "que implicava molt beure i fumar i petits actes de vandalisme". Va fer bons amics a l'escola i tenia un professor preferit, Michael Aubrey.
Aubrey era professor d'anglès i va encoratjar a Edmondson a dedicar-se al teatre, fent-lo repartir en diverses obres de teatre de l'escola i permetent-li aprofitar el temps d'altres lliçons per fer teatre. Després de Pocklington, Edmondson va anar a la Universitat de Manchester per estudiar drama, on va conèixer el seu futur company de comèdia Rik Mayall, i es va graduar amb un grau "2:1". Edmondson i Mayall aviat es van convertir en millors amics i aviat van trobar feina a l'escena de la comèdia alternativa.

## Carrera de comèdia
Dècada de 1980

Sota el nom de 20th Century Coyote, Edmondson i Mayall es van convertir en una de les atraccions estrella de The Comedy Store. A mesura que la seva popularitat creixia, Edmondson, Mayall i altres comediants, com Nigel Planer, Peter Richardson, Alexei Sayle i French i Saunders es van traslladar de la Comedy Store al club The Comic Strip. The Comic Strip que aviat es va guanyar una reputació com un dels clubs de comèdia més populars de Londres i aviat va cridar l'atenció de Channel 4. Edmondson i els altres van rebre l'encàrrec d'actuar en 6 pel·lícules autònomes de mitja hora, utilitzant el grup com a comèdia, actors més que intèrprets de peu. La sèrie, titulada The Comic Strip Presents... va debutar el 2 de novembre de 1982 (la nit d'obertura de Channel 4). El primer episodi que es va emetre va ser "Five Go Mad in Dorset", una paròdia de Famous Five d'Enid Blyton, que va provocar la ira d'alguns espectadors per la forma en què satiritzava sense pietat un clàssic infantil. Edmondson va ser un dels cinc.
Al mateix temps que s'estava negociant The Comic Strip Presents..., la BBC va signar amb Edmondson, Mayall, Richardson, Planer i Sayle per protagonitzar The Young Ones (Els joves), una sitcom del mateix estil anàrquic que The Comic Strip. (Richardson més tard va decidir no continuar i va ser substituït per Christopher Ryan.) L'espectacle va girar al voltant de la casa compartida on vivien quatre estudiants durant els seus estudis al Scumbag College. Es va notar en el moment de la seva primera emissió pel seu violent slapstick, i la sèrie conserva un seguit de culte. Durant aquest temps, Edmondson també va aparèixer en un anunci bancari amb el qual era bàsicament la seva disfressa "Vyvyan". Després de l'èxit de The Comic Strip Presents... i, en major mesura, The Young Ones, Edmondson i Mayall van tornar a la seva dinàmica "Coiote" en el doble acte The Dangerous Brothers amb Edmondson com "Sir Adrian Dangerous" a Saturday Live. (1985–1987). El 1983, va aparèixer com a cantant principal "Vim Fuego" a la banda de heavy metal parodia anomenada "Bad News" amb els seus coprotagonistes de Young Ones Rik Mayall, Nigel Planer i Peter Richardson de "Comic Strip Presents...".
L'11 de maig de 1985, Edmondson es va casar amb l'actriu de comic strip Jennifer Saunders, amb qui té tres filles: Eleanor, Beatrice i Freya. També el 1985 Edmondson va protagonitzar saunders a Happy Families, un drama de comèdia rural escrit per Ben Elton que va aparèixer a la BBC i explicava la història de la disfuncional família Fuddle.
El 1987, Edmondson es va reunir amb Planer i Mayall per protagonitzar Filthy Rich i Catflap, un atac còmic al "showbiz", novament escrit per Elton. Va interpretar a "Edward Catflap", un pensador gros i borratxo de la insensatesa d'entreteniment lleuger "Richie Rich". En aquest espectacle, Edmondson va mostrar les mateixes característiques de slapstick que Vyvyan a The Young Ones, però va estar més a prop en personalitat del seu personatge posterior "Eddie Hitler" a Bottom. El programa es va cancel·lar després d'una sèrie. Edmondson també va ser cridat a fer una aparició com a convidat al llarg de Mayall en el cinquè episodi de la itv sit-com Hardwicke House. A causa de la reacció adversa tant de la premsa com dels espectadors, però, ITV va retirar la sèrie després de mostrar només dos episodis i els episodis restants - inclosa l'aparició programada d'Edmonson a l'episodi 5 - mai no s'han mostrat.
El 1988, Edmondson va publicar un seguiment de How To Be A Complete anomenat The's Book of the Worst. El 1989 va fer una aparició en un episodi de Blackadder Goes Forth com el Baró Vermell, némesis del personatge de Mayall, Lord Flashheart.

## Dècada de 1990
Edmondson va interpretar Brad Majors a la carrera del West End de 1990 de The Rocky Horror Show, al costat de Tim McInnerny com Frank-N-Furter i Ed Tudor-Pole com a Riff-Raff. També apareix a l'àlbum de bandes sonores de la producció. El 1991, va tornar a associar-se amb el seu company de comèdia Rik Mayall, aquesta vegada co-escrivint i co-protagonitzant la seva pròpia "sitcom", Bottom. Edmondson va actuar com "Edward Elizabeth Hitler" davant de "Richard Richard" de Mayall. La sèrie presentava lslapstick, humor cru pel qual la parella s'havia fet famosa però amb una anàlisi de personatges més profunda.
Edmondson va interpretar Estragon i Mayall a Vladimir de l'obra Tot esperant Godot de Samuel Beckett al West End, en una producció que es va estrenar al Queen's Theatre el 30 de setembre de 1991. Bottom es va fer molt popular, però va ser criticat pel seu humor sovint vulgar. L'espectacle també es va convertir en cinc gires escèniques al Regne Unit (1993, 1995, 1997, 2001 i 2003).
El 1993, Edmondson va protagonitzar al costat de Richard Briers una comèdia negra anomenada If You See God, Tell Him. Edmondson va interpretar a Gordon Spry, l'oncle del qual (Briers) està paralitzat i té una capacitat d'atenció molt reduïda. El seu comportament erràtic causa problemes a Gordon. La sèrie constava de quatre episodis, cadascun de 45 minuts de durada, i només s'emetia una vegada. La BBC no ha repetit la sèrie, tot i que un episodi es va emetre a la BBC Four el 3 de desembre de 2007.
El setembre de 1995, Edmondson va llançar la seva primera novel·la (còmica), The Gobbler. El 1996, va interpretar el paper d'Ace Face /Bellboy a la representació de Quadrophenia a Hyde Park de Londres. El mateix any es va estrenar un videojoc anomenat Animal, amb "l'animal" de Peperami, amb la veu d'Edmondson. Del 1997 al 1998 va posar veu al motor Stoker Jones, un personatge important de la sèrie d'animació Captain Star. A la pantomima d'ITV de 1998 Jack and the Beanstalk, Edmondson va interpretar la mare de Jack, Dame Dolly, al costat de Neil Morrissey, Denise Van Outen, Paul Merton, Julian Clary i Julie Walters.

## Any 2000
Edmondson va aparèixer regularment com Brendan Baxter a la sèrie 4 de la sèrie de misteri de la BBC Jonathan Creek, emesa el 2003-2004. Va tenir un paper principal interpretant un metge de l'NHS a la sèrie de comèdia Doctors and Nurses emesa per primera vegada a principis de 2004. A Surviving Disaster, un docudrama de la BBC sobre el desastre de Txernòbil de 1986, emès a principis del 2006, Edmondson va interpretar el paper de Valery Legasov. El 2005 va aparèixer com a model de celebritats a Star Portraits amb Rolf Harris. Aquell any, també va competir a "Comic Relief Does Fame Academy" on va arribar a la final i va quedar en 3r lloc. Del 2005 al 2008 va aparèixer com Percy "Abra" Durant al drama mèdic Holby City. El 2008 va interpretar Henry Austen a la pel·lícula produïda per la BBC Miss Austen Regrets i Vernon a la sitcom d'ITV Teenage Kicks. L'abril de 2009 va aparèixer al programa de cuina Hell's Kitchen, on va arribar a la final, quedant segon a Linda Evans.
Edmondson va interpretar el paper del capità Hook a la pantomima del Canterbury Marlowe Arena durant la seva carrera de Nadal de 2009.

## Dècada del 2010
En una edició d'agost de 2010 del programa Reacció en Cadena de Ràdio 4, va dir a Lee Mack que realment no havia abandonat però que se centrava més en la música i l'agricultura. També va dir que ell i Mayall sovint parlaven d'un retrobament quan siguin vells, o d'aquí a quinze anys. Mayall va aparèixer durant l'actuació guanyadora d'Edmondson de The Dying Swan a Let's Dance for Comic Relief de la BBC One el 5 de març de 2011, i el setembre de 2011, Edmondson va aparèixer al programa de cuina de diumenge al matí Something for the Weekend i va dir al presentador Tim Lovejoy que ell i Rik Mayall tenien previst reunir-se i fer una altra sèrie de Bottom, ambientada en una residència de gent gran.
El 2011, Edmondson va acollir la sèrie documental dITV The Dales, presentada per Edmondson, en la qual va seguir diverses famílies que viuen i treballen als Yorkshire Dales, inclosa la "Yorkshire Shepherdess" Amanda Owen. També va presentar la sèrie d'ITV Ade a Gran Bretanya aquell any, on va viatjar a diferents parts del Regne Unit en un Mini Countryman remolcant una petita caravana, sovint incloent un segment interpretat per cantants folk locals. Una segona sèrie va seguir el 2013.
Edmondson va aparèixer a la sèrie de la BBC One That's Britain! 2011. En cada episodi, la seva tasca era informar com a "insider" sobre com funciona una regió de Gran Bretanya. Un especial únic, Britain Beware, sobre la història de les pel·lícules d'informació pública britàniques, va ser presentat per Edmondson i emès a ITV el 7 de maig de 2012.
L'agost de 2012, la BBC va anunciar plans per a una adaptació televisiva de 2013 de la gira hooligan's Island d'Edmondson i Mayall de 1997, però Edmondson va anunciar a finals d'aquell any que s'havia retirat del projecte per perseguir altres interessos. Mayall, la parella creativa d'Edmondson durant molt de temps, va morir el 9 de juny de 2014.
Edmondson va tenir un paper menor a la pel·lícula Blood de 2012. Edmondson i Saunders es van reunir amb els seus antics col·legues de Comic Strip el 2012 per a una seqüela de Famous Five, Five Go to Rehab. Es va emetre el 7 de novembre a Gold.
Edmondson va guanyar la sèrie de cuina de la BBC One del 2013 de Celebrity MasterChef. El 2014, Edmondson va presentar Ade at Sea, un programa factual de sis parts per a la xarxa ITV que segueix Ade a Gran Bretanya. El 2014, va interpretar a DCI Warner a la minisèrie de tres parts Prey.
Va interpretar el paper de Gordon a la producció de Chichester Festival Theatre de 2013 de Neville's Island. El 2014, va repetir el paper per a la sèrie de West End del programa. El 2015, Edmondson va donar veu a Stanley the Dachshund als anuncis de la companyia d'assegurances de vida i salut Vitality.
El 2016, Edmondson va participar en l'episodi 4 de The Great Sport Relief Bake Off i va guanyar el títol de Star Baker. Del 2 de novembre al 3 de desembre de 2016, Edmondson va protagonitzar una adaptació del best-seller de William Leith Bits Of Me Are Falling Apart al Soho Theatre de Londres.
El llibre infantil d'Edmondson Tilly and the Time Machine es va publicar el 4 de maig de 2017. Del novembre del 2017 al 2018, Edmondson va interpretar el personatge de Malvolio a la producció de la Royal Shakespeare Company de Twelfth Night (Nit de Reis) de William Shakespeare. També el 2017, Edmondson va aparèixer com el capità Peavey a la vuitena pel·lícula de la sèrie Star Wars: Els últims Jedi, una decisió de càsting presa pel director de la pel·lícula Rian Johnson, un autoproclamat fan del treball d'Edmondson a The Young Ones and Bottom.
El setembre de 2018, Edmondson va aparèixer com el sergent Dogberry a l'episodi "Sigh No More" de Ben Elton Upstart Crow. De setembre de 2018 a novembre de 2018, Edmondson va fer una gira amb Nigel Planer en una obra que van escriure junts anomenada Vulcan 7. El 2019, Edmondson va aparèixer a EastEnders com a Daniel Cook.

## Filmography
| Any  | Títol                                           | Rol                         | Notes                                                                   |
| ---- | ----------------------------------------------- | --------------------------- | ----------------------------------------------------------------------- |
| 1981 | Fundamental Frolics                             | Himself                     | Espectacle benèfic de comèdia i música per a Mencap                     |
| 1985 | The Supergrass                                  | Dennis Carter               |                                                                         |
| 1986 | The Dangerous Brothers Present: World of Danger | Sir Adrian Dangerous        | Tots els sketchs de Saturday Live i no emès compilat en VHS/DVD         |
| 1987 | Eat the Rich                                    | Charles                     |                                                                         |
| 1989 | Hysteria 2!                                     | Himself                     | Standup special                                                         |
| 1989 | The Secret Policeman's Biggest Ball             | Himself                     | Standup especial per Amnesty International                              |
| 1991 | The Pope Must Die                               | Pare Rookie                 |                                                                         |
| 1993 | Bottom Live                                     | Edward "Eddie" Hitler       | Gravació en directe de Bottom obra teatral filmada al Mayflower Theatre |
| 1995 | Bottom Live: The Big Number Two Tour            | Edward "Eddie" Hitler       | Gravació en directe de Bottom 2 obra escènica                           |
| 1997 | Bottom Live 3: Hooligan's Island                | Edward "Eddie" Hitler       | Gravació en directe de Bottom 3 obra escènica                           |
| 1999 | Guest House Paradiso                            | Eddie Elizabeth Ndingombaba | També director                                                          |
| 2001 | Bottom 2001: An Arse Oddity                     | Edward "Eddie" Hitler       | Gravació en directe de Bottom 4 obra escènica                           |
| 2003 | Bottom Live 2003: Weapons Grade Y-Fronts Tour   | Edward "Eddie" Hitler       | Gravació en directe de Bottom 5 obra escènica                           |
| 2006 | Terkel in Trouble                               | Terkel (veu)                | Doblatge en anglès                                                      |
| 2012 | Blood                                           | Tom Tiernan                 |                                                                         |
| 2016 | The Rizen                                       | Entrevistador               |                                                                         |
| 2017 | Star Wars: The Last Jedi                        | Capità Peavey               |                                                                         |
| 2019 | The Rizen: Possession                           | Entrevistador               |                                                                         |

| Any        | Títol                                                                | Rol                                                    | Notes |
| ---------- | -------------------------------------------------------------------- | ------------------------------------------------------ | --- |
| 1981       | The Comic Strip                                                      | Adrian Dangerous                                       | Funció de bonificació activada The Comic Strip Presents... DVD |
| 1982       | Kevin Turvey: The Man Behind The Green Door                          | Keith Marshall                                         | |
| 1982       | The Magnificent One                                                  | Larry                                                  | |
| 1982–1984  | The Young Ones                                                       | Vyvyan                                                 | 2 series |
| 1982–2012  | The Comic Strip Presents...                                          | Diversos rols                                          | 30 episodis |
| 1983       | Dead On Time                                                         | Fool                                                   | |
| 1984       | Spitting Image                                                       | Harold Angryperson                                     | Episode 1.7 |
| 1984       | The Lenny Henry Show                                                 | Unnamed                                                | Episode 1.4 |
| 1985       | Happy Families                                                       | Guy Fuddle                                             | 1 series |
| 1986       | Screen Two                                                           | Alun Pickersgill                                       | Episodi: "Honest, Decent and True" |
| 1986       | Saturday Live                                                        | Adrian Dangerous                                       | Sketchs amb The Dangerous Brothers |
| 1987       | Filthy Rich & Catflap                                                | Edward Catflap                                         | 1 series |
| 1987       | Hardwicke House                                                      | Tiny                                                   | Episodi 5, "The Old Boys". Aparició de convidat amb Rik Mayall. S'havia d'emetre el 18 de març de 1987, però mai es va mostrar. Una sortida a YouTube va ser l'única imatge disponible per al públic, fins que tots els episodis es van penjar al lloc el 2019. |
| 1988–1998  | French and Saunders                                                  | Diversos rols                                          | 3 episodis |
| 1989       | Press Gang                                                           | Simon Knowles                                          | Episodi: "One Easy Lesson" |
| 1989       | Snakes and Ladders                                                   | Giles                                                  | |
| 1989       | Blackadder Goes Forth                                                | Baron Von Richthofen                                   | Episodi: "Private Plane" |
| 1990       | Screen One                                                           | Phil Burke                                             | Episodi: "News Hounds" |
| 1990       | Rita Rudner                                                          | Unnamed                                                | Episodis 1.6 |
| 1991       | Comic Relief                                                         | Vim Fuego                                              | Dia del nas vermell 1991 |
| 1991–95    | Bottom                                                               | Edward "Eddie" Hitler                                  | 3 series |
| 1992–1994  | Absolutely Fabulous                                                  | Hamish                                                 | Episodis: "Magazine", "New Best Friend" |
| 1993       | If You See God, Tell Him                                             | Gordon Spry                                            | 1 series |
| 1993       | Jackanory                                                            | Reader                                                 | Episode: Harvey Angell |
| 1994       | Anna Lee                                                             | Dominic Jones                                          | Episodi: "The Cook's Tale" |
| 1995       | The Adventures of Young Indiana Jones: Treasure of the Peacock's Eye | Zyke                                                   | Episodis 3.3 and 3.4 |
| 1995       | Look at the State We're In!                                          | Dewherst                                               | |
| 1997       | Captain Star                                                         | Limbs Jones (voice)                                    | 2 series |
| 1998       | Jack and the Beanstalk                                               | Dame Dolly                                             | Televisió film |
| 1999       | The Man                                                              | Alex                                                   | Televisió film |
| 2003–2004  | Jonathan Creek                                                       | Brendan Baxter                                         | 5 episodis |
| 2004       | Doctors and Nurses                                                   | Dr. Roy Glover                                         | 1 series |
| 2004       | Twisted Tales                                                        | Ed Barnes                                              | Episodi: "Cursed House" |
| 2005–2008  | Holby City                                                           | Percy "Abra" Durant                                    | Diversos episodis; Series 7–11 |
| 2005       | Comic Relief Does Fame Academy                                       | Himself                                                | Va competir a la sèrie 2005. Finalitzat en 3r lloc. |
| 2006       | Surviving Disaster                                                   | Prof. Valery Legasov                                   | Episodi: "Chernobyl Nuclear Disaster" |
| 2007       | A Bucket o' French & Saunders                                        | Hamish                                                 | Episodi 1.4 |
| 2007       | Top Gear                                                             | Himself                                                | Top Gear of the Pops |
| 2008       | Miss Austen Regrets                                                  | Henry Austen                                           | Televisió film |
| 2008       | Teenage Kicks                                                        | Vernon                                                 | 1 series |
| 2008       | Celebrity Mastermind                                                 | Himself                                                | |
| 2009       | Hell's Kitchen                                                       | Himself – Contestant                                   | Series 4; va acabar en 2n lloc |
| 2010       | Pete & Dud: The Lost Sketches                                        | Performer                                              | Televisió film |
| 2011–2013  | Ade in Britain                                                       | Himself                                                | Presentador |
| 2011–2013  | The Dales                                                            | Himself – Presentador                                  | Edmondson explora els Yorkshire Dales, coneixent la zona i coneixent els residents. |
| 2012       | The Bleak Old Shop of Stuff                                          | Director d'escola Wackville                            | 2 episodis |
| 2013       | Celebrity Masterchef                                                 | A si mateix                                            | Guanyador |
| 2014       | Ade at Sea                                                           | A si mateix                                            | 6 episodis |
| 2014       | Prey                                                                 | DCI Warner                                             | 3 episodis mini-series |
| 2016       | War and Peace                                                        | El comte Ilya Rostov                                   | 5 episodis |
| 2016       | One of Us                                                            | Peter Elliot                                           | 4 episodis |
| 2017       | Ronja, the Robber's Daughter                                         | Noodle Pete (veu)                                      | versió en anglès |
| 2017–2020  | Bancroft                                                             | Cliff Walker                                           | Rol recurrent |
| 2018       | Upstart Crow                                                         | Sergent Dogberry                                       | 1 episodi |
| 2018–2020  | Save Me                                                              | Gideon Charles                                         | Rol recurrent |
| 2019       | Strike Back: Revolution                                              | James McKitterick, alt comissionat britànic a Malàisia | Episodis 1 & 2 |
| 2019       | Cheat                                                                | William Vaughn                                         | Paper principal |
| 2019–2020  | EastEnders                                                           | Daniel Cook                                            | Series regular, 37 episodis |
| 2019       | Summer of Rockets                                                    | Max Dennis                                             | 2 episodis |
| 2019       | Harry Hill's Alien Fun Capsule                                       | A si mateix                                            | Series 3 Episodis 6 |
| 2019, 2022 | Richard Osman's House of Games                                       | A si mateix – Concursant                               | Series 3 Setmana 1, Sèrie 5 Setmana 9 (Casa dels Campions) |
| 2020       | Death in Paradise                                                    | Charles Crabtree                                       | Series 9 Episodi 1 |
| 2020–2021  | For the Love of Britain                                              | Himself                                                | ITV |
| 2021       | The Pact                                                             | Richard Clarke                                         | Series regular |
| 2021       | Back to Life                                                         | John Boback                                            | Temporada 2 Episodis 1-4 |
| 2021       | Midsomer Murders                                                     | Hugo Welles                                            | Episode: "Happy Families" (Series 22 Episode 3) |

### Jocs de video
| Any  | Títol                              | Rol                 | Notes |
| ---- | ---------------------------------- | ------------------- | ----- |
| 2022 | Lego Star Wars: The Skywalker Saga | Capità Peavey (veu) |       |

## Carrera musical
El 1984, Edmondson va formar la banda de Heavy Metal Bad News com a part de la sèrie The Comic Strip Presents... amb els habituals del Comic Strip Rik Mayall, Nigel Planer i Peter Richardson. La banda es va mostrar popular i van llançar dos senzills (cap dels quals va arribar al top 40) i dos àlbums d'estudi. També van fer una sèrie de petits concerts arreu del país, que van culminar amb la seva actuació al festival Monsters of Rock el 1986.
El 1986, Edmondson va aconseguir un èxit número u a la llista de singles del Regne Unit quan ell i els seus companys de The Young Ones es van unir amb Cliff Richard per gravar una nova versió de "Living Doll" per a la campanya inaugural de Comic Relief. Tot i haver estat assassinat a l'episodi final de la sèrie, Edmondson va interpretar a Vyvyan per última vegada al vídeo. El mateix any va co-escriure el llibre How to be a Complete Bastard juntament amb Mark Leigh i Mike Lepine.
Edmondson ha dirigit vídeos pop per a "Fiesta" (1988) dels Pogues, "Prime Mover" (1987) de Zodiac Mindwarp, "Like the Weather" (1988) de 10,000 Maniacs, "Please Help the Cause Against Loneliness" (1988) de Sandie Shaw i "Hourglass" de Squeeze (1987). Aquest últim va guanyar el millor vídeo als premis MTV.
També va dirigir i va aparèixer a "International Rescue" (1989) de Fuzzbox i va aparèixer al vídeo musical "Terry" (1983) de Kirsty MacColl.
El 1991, Edmondson va formar els Bum Notes, que eren una banda instrumental de jazz i va concebre exclusivament per interpretar el tema musical per a Bottom.
Fan de la Bonzo Dog Doo Dah Band, Edmondson va cantar amb ells com a part de la seva gira de reforma del 2006 i per tot el país. També va contribuir amb la veu i l'escriptura per al seu àlbum de 2007 Pour l'Amour des Chiens.
Juntament amb Maartin Allcock, Andy Dinan i Troy Donockley, Edmondson va fundar la banda The Bad Shepherds el 2008, interpretant clàssics del punk i de la new wave amb instruments folk tradicionals. La banda va llançar tres àlbums i va fer una primera gira el 2009, tocant a llocs com el Trowbridge Village Pump Festival. The Bad Shepherds també va ser titular del primer Looe Music Festival l'any 2011. Es van dissoldre l'octubre de 2016.
El 2010, va fundar la Idiot Bastard Band amb Simon Brint, Rowland Rivron, Neil Innes i Phill Jupitus. The Idiot Bastard Band interpreta cançons de comèdia originals i versions, i els seus espectacles solen comptar amb intèrprets convidats. El grup va continuar actuant després de la mort de Brint el 2011.

## Discografia
Albums
| Any  | Títol                                | Banda                  | Notes                                                                        |
| ---- | ------------------------------------ | ---------------------- | ---------------------------------------------------------------------------- |
| 1987 | Bad News                             | Bad News               | Àlbum per The Comic Strip's banda derivada (reeditada el 1989 i el 2004)     |
| 1988 | Bootleg                              | Bad News               | Segon àlbum per Bad News                                                     |
| 1991 | Cash in Compilation                  | Bad News               | Àlbum recopilatori de temes escollits a l'atzar                              |
| 1995 | Stark                                | Adrian Edmondson       | Lectura d'un audiollibre del llibre Ben Elton.                               |
| 1995 | The Cat in the Hat                   | Adrian Edmondson       | Lectura d'audiollibres delDr. Seuss book The Cat in the Hat                  |
| 1995 | Green Eggs and Ham                   | Adrian Edmondson       | Lectura d'audiollibres del Dr. Seuss book Green Eggs and Ham                 |
| 1995 | Fox in Socks                         | Adrian Edmondson       | Lectura d'audiollibres del Dr. Seuss book Fox in Socks                       |
| 1995 | The Gobler                           | Adrian Edmondson       | Audiollibre d'Edmondson llegint el seu llibre del mateix nom                 |
| 1996 | The Cat in the Hat and Other Stories | Adrian Edmondson       | Audiollibre de lectura d'Edmondson Dr. Històries de Seuss (Reeditat el 2007) |
| 2005 | Pirates                              | Adrian Edmondson       | Audiollibre                                                                  |
| 2007 | Pour l'Amour des Chiens              | Bonzo Dog Doo-Dah Band | Vocal i escriptura                                                           |
| 2009 | Yan, Tyan, Tethera, Methera          | The Bad Shepherds      | Primer disc de the Bad Shepherds                                             |
| 2010 | By Hook or By Crook                  | The Bad Shepherds      | Segon àlbum per the Bad Shepherds                                            |
| 2013 | Mud, Blood & Beer                    | The Bad Shepherds      | Tercer àlbum de the Bad Shepherds                                            |

Cançons sense àlbum
| Any  | Títol                  | Banda                             | Notes                                                         |
| ---- | ---------------------- | --------------------------------- | ------------------------------------------------------------- |
| 1986 | "Living Doll"          | Cliff Richard with the Young Ones | En caràcter com Vyvyan des de The Young Ones                  |
| 1991 | "Last Night"           | The Bum Notes                     | Portada de the Mar-Keys track, used in the credits for Bottom |
| 1992 | "This Wheel's on Fire" | Julie Driscoll and Ade Edmondson  | Com el theme song for sitcom Absolutely Fabulous              |

## Vida personal
Edmondson està casat amb la còmic Jennifer Saunders i tenen tres filles, la músic Ella, l'actriu Beattie i la dissenyadora/estilista Freya. És un partidari d'Exeter City.